# Super Bowl VI
Match précédent Match suivant
Le Super Bowl VI est l'ultime partie de la Saison NFL 1971 de football américain (NFL). Le match a eu lieu le 16 janvier 1972 au Tulane Stadium de La Nouvelle-Orléans, Louisiane.
Les Dallas Cowboys ont remporté le premier trophée Vince Lombardi de leur histoire en s'imposant 24-3 face aux Miami Dolphins.
Le quarterback des Cowboys, Roger Staubach, a été nommé meilleur joueur du match après avoir complété 12 de ses 19 passes, engrangé 119 yards et inscrit 2 touchdowns.

## Déroulement du match
| Score          | Q1 | Q2 | Q3 | Q4 | Total |
| Dallas Cowboys | 3  | 7  | 7  | 7  | 24    |
| Miami Dolphins | 0  | 3  | 0  | 0  | 3     |